# Canon van Groningen

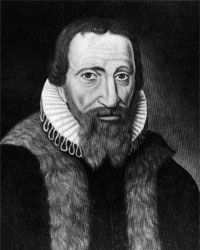
Ubbo Emmius

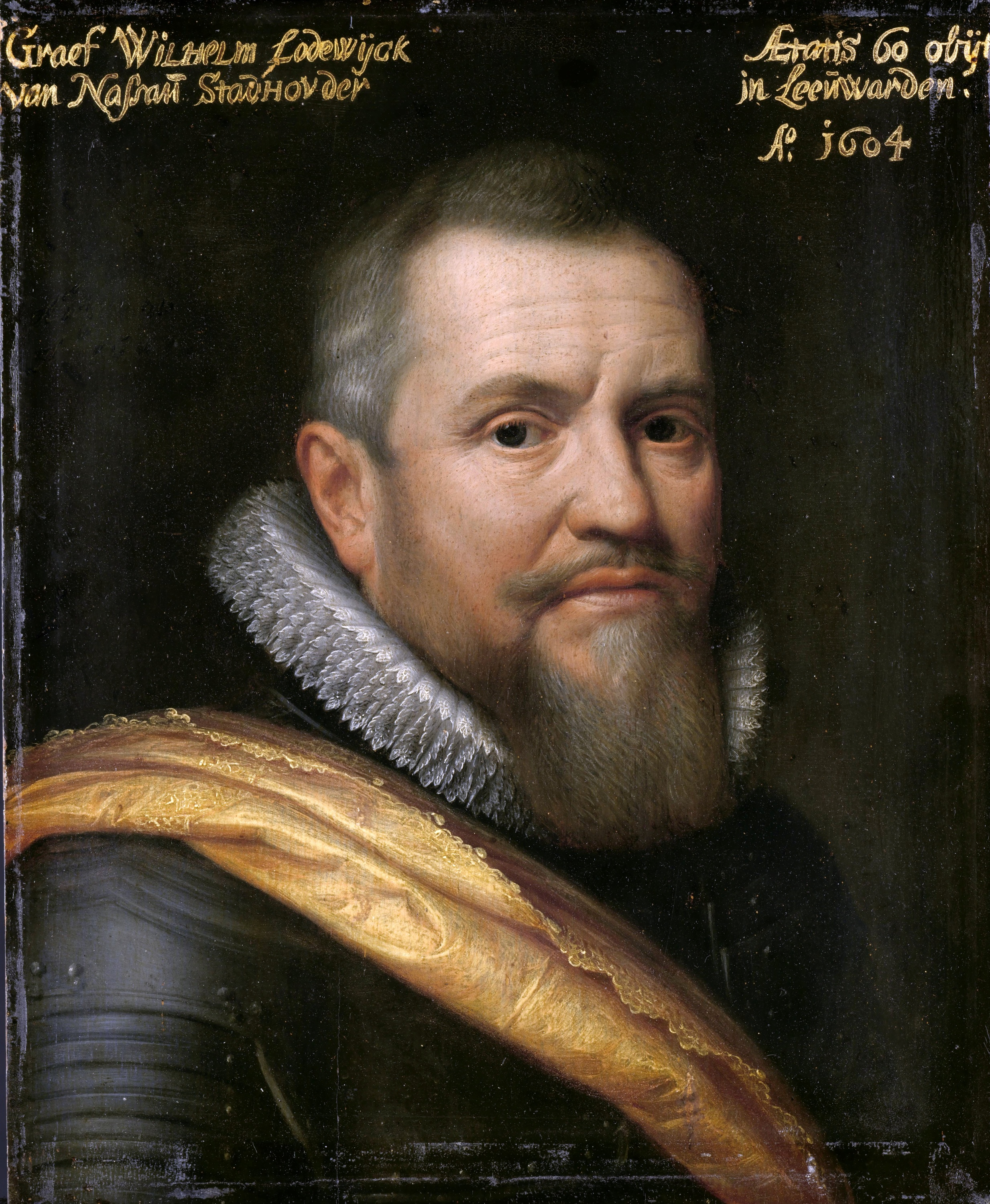
Willem Lodewijk van Nassau

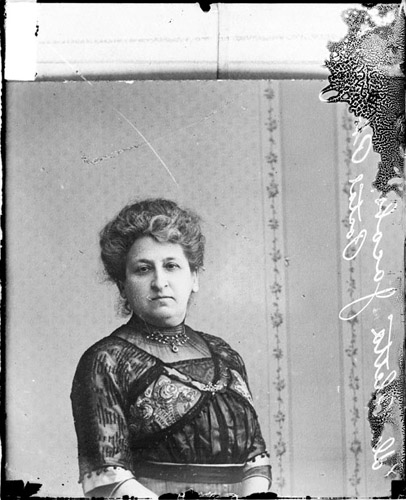
Aletta Jacobs

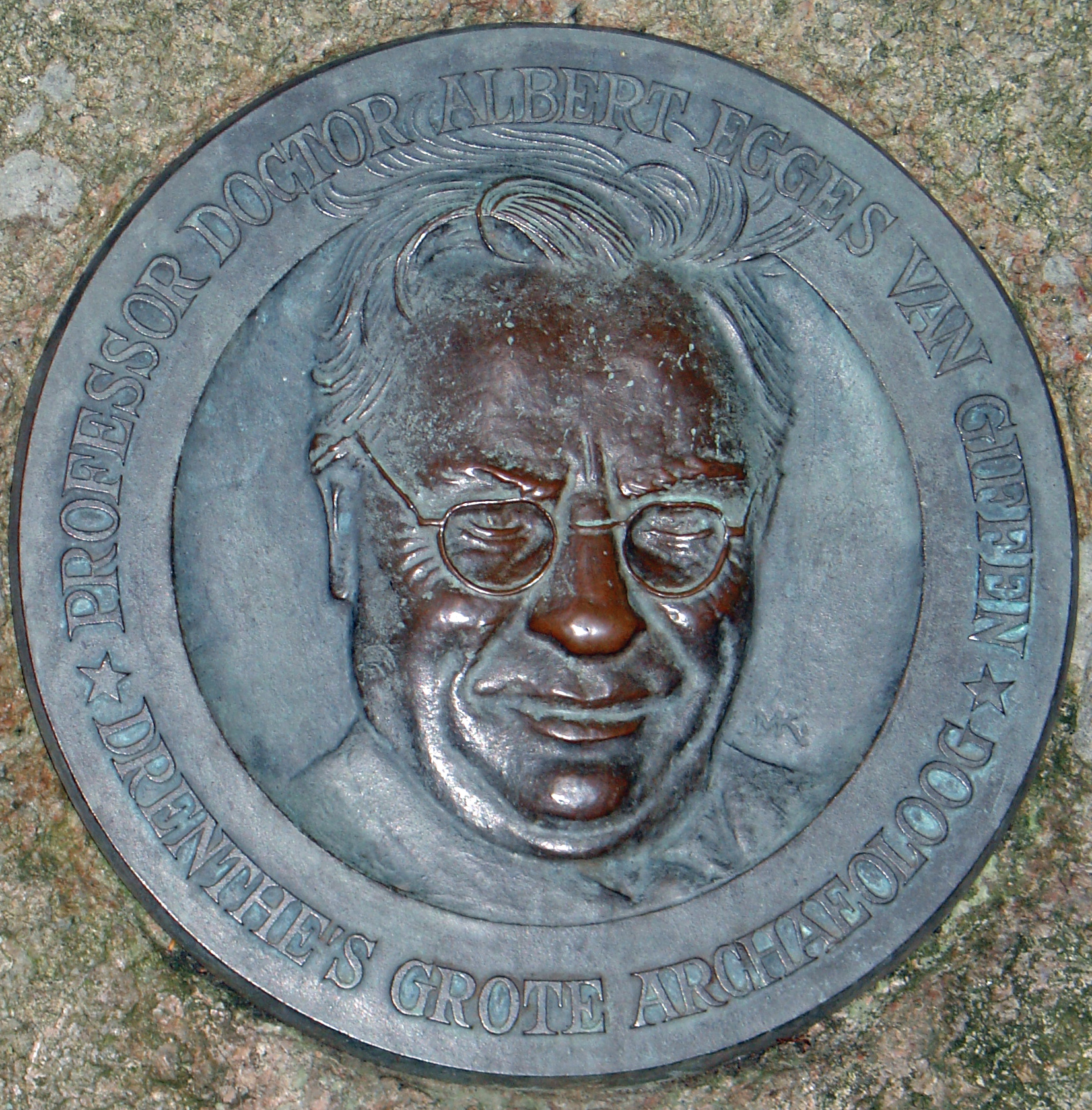
Albert van Giffen

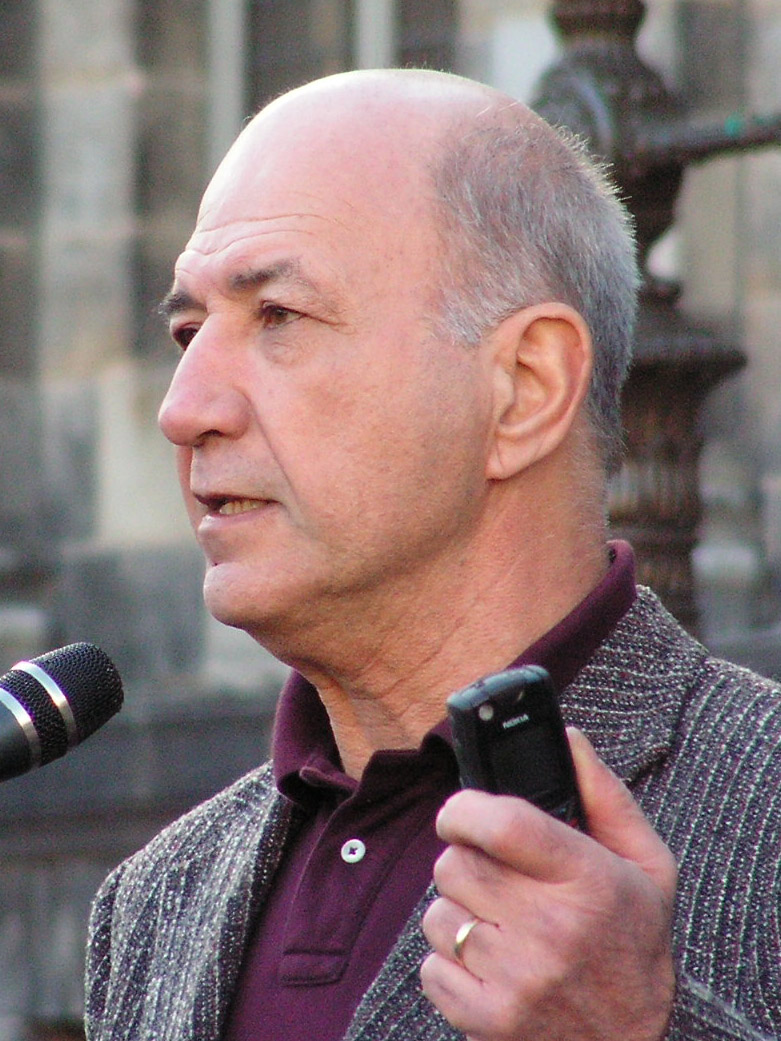
Wubbo Ockels

De Canon van Groningen is een lijst van 40 ijkpunten en 52 boegbeelden die chronologisch een samenvatting geeft van de geschiedenis van stad en provincie Groningen.
De canon was een initiatief van de Cultuurhistorische Vereniging Stad & Lande, het Huis van de Groninger Cultuur, en het RHC Groninger Archieven. Op 8 mei 2008 werd door commissaris van de Koningin Max van den Berg met het afvuren van een kanon bij de Groninger Archieven de canon gelanceerd. De canon is verschenen in druk en is sinds 2014 ook online te vinden. Het was de eerste provinciale canon na het verschijnen van de Canon van Nederland (2006).
De Canon van Groningen was ondergebracht bij De Verhalen van Groningen, de website van een door de provincie ondersteunde stichting. De website wordt sinds 2021 beheerd door Erfgoedpartners Groningen.

## IJkpunten (selectie)
Thema's die in de canon worden behandeld zijn onder meer:
- de hunebedden
- het stapelrecht
- de Slag bij Heiligerlee.
- de Reductie van Groningen
- de Patriotten
- de Afscheiding
- kunstenaarscollectief De Ploeg
- de gasbel van Slochteren
- het Blauwestad-project

## Boegbeelden
1. Liudger (742-809), missionaris
2. Walfridus van Bedum (10e/11e eeuw), martelaar
3. Emo van Bloemhof (ca. 1175-1237), abt en kroniekschrijver
4. Menko van Bloemhof (1213-?), abt en kroniekschrijver
5. Rudolf Agricola (1444-1485), humanistisch geleerde
6. Beetke van Rasquert (?-1554), zakenvrouw
7. Barthold Entens (1539-1580), watergeus
8. Ubbo Emmius (1547-1625), rector magnificus
9. Willem Lodewijk van Nassau-Dillenburg (1560-1620), stadhouder
10. Adriaan Clant (1599-1665), diplomaat
11. Carl von Rabenhaupt (1602-1675), verdediger van Stad en Ommelanden
12. Abel Tasman (1603-1659), ontdekkingsreiziger
13. Adriaan Geerts Wildervanck (1605-1661), vervener en stichter van Wildervank
14. Herman Collenius (1650-1723), kunstschilder
15. Johan Bernoulli (1667-1748), wis- en natuurkundige, hoogleraar
16. Johan Willem Ripperda (1682-1737), ambassadeur
17. Rudolf de Mepsche (1695-1754), jonker en grietman
18. Daniel Bernoulli (1700-1782), wis- en natuurkundige, hoogleraar
19. Wilhelmus Schortinghuis (1700-1750), predikant en piëtist
20. Petrus Camper (1722-1789), zoöloog, arts en hoogleraar
21. Geert Reinders (1737-1815), veepestbestrijder en patriot
22. Gerard Bacot (1743-1822), predikant en patriot
23. Hendrik Wester (1752-1821), schoolmeester en onderwijshervormer
24. Henri Daniel Guyot (1753-1828), stichter van een doveninstituut
25. Hendrik de Cock (1801-1842), predikant, stond aan de wieg van de Afscheiding
26. Anthony Winkler Prins (1817-1908), schrijver en hoofdredacteur van de Winkler Prins Encyclopedie
27. Willem Albert Scholten (1819-1892), industrieel
28. Jozef Israëls (1824-1911), kunstschilder
29. Samuel van Houten (1837-1930), politicus
30. Otto Eerelman (1839-1926), kunstschilder
31. Pieter Roelf Bos (1847-1902), uitgever van de Bosatlas
32. Hendrik Goeman Borgesius (1847-1917), minister
33. Jacobus Cornelius Kapteyn (1851-1922), astronoom en hoogleraar
34. Heike Kamerlingh Onnes (1853-1926), natuurkundige en Nobelprijswinnaar
35. Aletta Jacobs (1854-1929), arts
36. Jan Schaper (1868-1934), politicus
37. Kornelis ter Laan (1871-1963), politicus
38. Johan Huizinga (1872-1945), historicus
39. Cornelis Jetses (1873-1955), illustrator
40. Hendrik Nicolaas Werkman (1882-1945), kunstenaar
41. Albert van Giffen (1884-1973), archeoloog
42. Frits Zernike (1888-1966), natuurkundige en Nobelprijswinnaar
43. Hendrik de Vries (1896-1989), dichter en schilder
44. Dirk Stikker (1897-1979), NAVO secretaris-generaal en diplomaat
45. Bernard Röling (1906-1985), jurist
46. Sicco Mansholt (1908-1995), minister en voorzitter van de Europese Commissie
47. Fré Meis (1921-1992), vakbondsman
48. Gerrit Krol (1934-2013), schrijver en dichter
49. Rutger Kopland (1934-2012), dichter
50. Ede Staal (1941-1986), zanger
51. Wubbo Ockels (1946-2014), ruimtevaarder
52. Marianne Timmer (1974), schaatsster